# 이케가미 조지
이케가미 조지(일본어: 池上 丈二, 1994년 11월 6일~)는 일본의 축구 선수이다.

## 구단 경력
그는 2017년 J2리그의 레노파 야마구치 FC에 입단했다.